# Заречье (Железногорский район)
Заре́чье — хутор в Железногорском районе Курской области. Входит в состав Линецкого сельсовета. 
Население — 26 человек (2010 год).

## География
Расположен на юго-востоке района, в 34 км к юго-востоку от Железногорска на левом берегу реки Усожи при впадении в неё Радубежского ручья. Высота над уровнем моря — 162 м. Ближайшие населённые пункты: деревни Верхнее Жданово, Нижнее Жданово, Клюшниково, Журавинка, хутор Ленина. Хутор расположен вдоль автомобильной дороги 38К-038 «Дмитриев — Фатеж», которая является его главной и единственной улицей.

## История
Хутор был основан в 1804 году однодворцами Аникеевыми, переселившимися сюда из села Дмитриевское-на-Холчах (ныне Верхние Халчи). На протяжении XIX века хутор назывался Аникеев — по фамилии основателей. Впервые упоминается в 6-й ревизии 1811 года как «новопоселенный хутор Аникеев Плотников тоже на устье речки Радубеж». В то время хутор состоял из 1 двора однодворцев Аникеевых, в котором проживало 6 душ мужского пола (женский пол в 6-й ревизии не учитывался). 
По данным следующей, 7-й ревизии 1816 года, хутор состоял из двух дворов однодворцев Аникеевых, в которых проживали 14 человек (6 мужского пола и 8 женского). Главами семей в то время были братья Данила и Иван Осиповичи Аникеевы.
По данным 10-й ревизии 1858 года в хуторе было 2 двора Аникеевых, проживало 24 человека (13 мужского пола и 11 женского).
В 1862 году здесь было 3 двора, проживало 24 человека (13 мужского пола и 11 женского). 
После установления советской власти хутор вошёл в состав Нижнеждановского сельсовета. С 1928 года в составе Фатежского района. К 1937 году хутор носил современное название и состоял из 54 дворов. 
Во время Великой Отечественной войны, с октября 1941 года по февраль 1943 года, хутор находился в зоне немецкой оккупации. 
В 1991 году Заречье было передано из Фатежского района в Железногорский. 
В 2017 году, с упразднением Нижнеждановского сельсовета, хутор был передан в Линецкий сельсовет.

## Население
| 1862 | 1979 | 2002 | 2010 |
| ---- | ---- | ---- | ---- |
| 24   | ↗75  | ↘19  | ↗26  |